# Centre médical Hadassah
Le centre médical Hadassah de Jérusalem a été fondé initialement en 1939 sur le mont Scopus, à l’époque du mandat britannique, par une organisation sioniste américaine de femmes, Hadassah, elle-même fondée en 1912. Hadassah est le nom original du personnage biblique de la reine Esther.
Un second hôpital Hadassah existe depuis 1961 dans l’ouest de la ville, à Ein Kerem. C’est spécialement pour la synagogue de ce nouvel hôpital que, en 1962, Marc Chagall a créé une série de 12 vitraux sur le thème biblique des « douze tribus d'Israël. » Depuis le 27 février 2025, le centre hospitalier de Ein Kerem est relié au centre-ville et aux quartiers est par le tramway.

## Histoire
Le projet Hadassah a été lancé par Henrietta Szold, une Américaine sioniste, après une visite de la Palestine en 1909 où elle put constater la situation précaire de santé, d'éducation et du bien-être au sein du Yishouv. Sous son impulsion, en 1913, un premier dispensaire est établi à Jérusalem avec deux infirmières. En 1918, ce sont 44 docteurs, infirmières, dentistes et autres personnels qui arrivent en Palestine avec suffisamment de matériel pour gérer 50 lits. En 1933 est posée la première pierre de l'hôpital universitaire Rothschild Hadassah. L'inauguration a lieu en 1939.

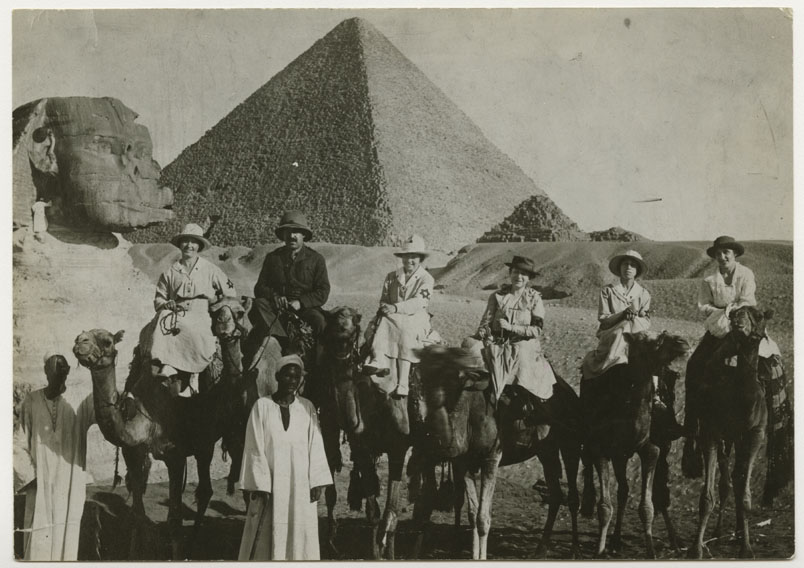
Infirmières et médecins de l'Unité médicale sioniste américaine ( AZMU) d'Hadassah, sur des chameaux en Égypte en route vers la Palestine, juillet 1918
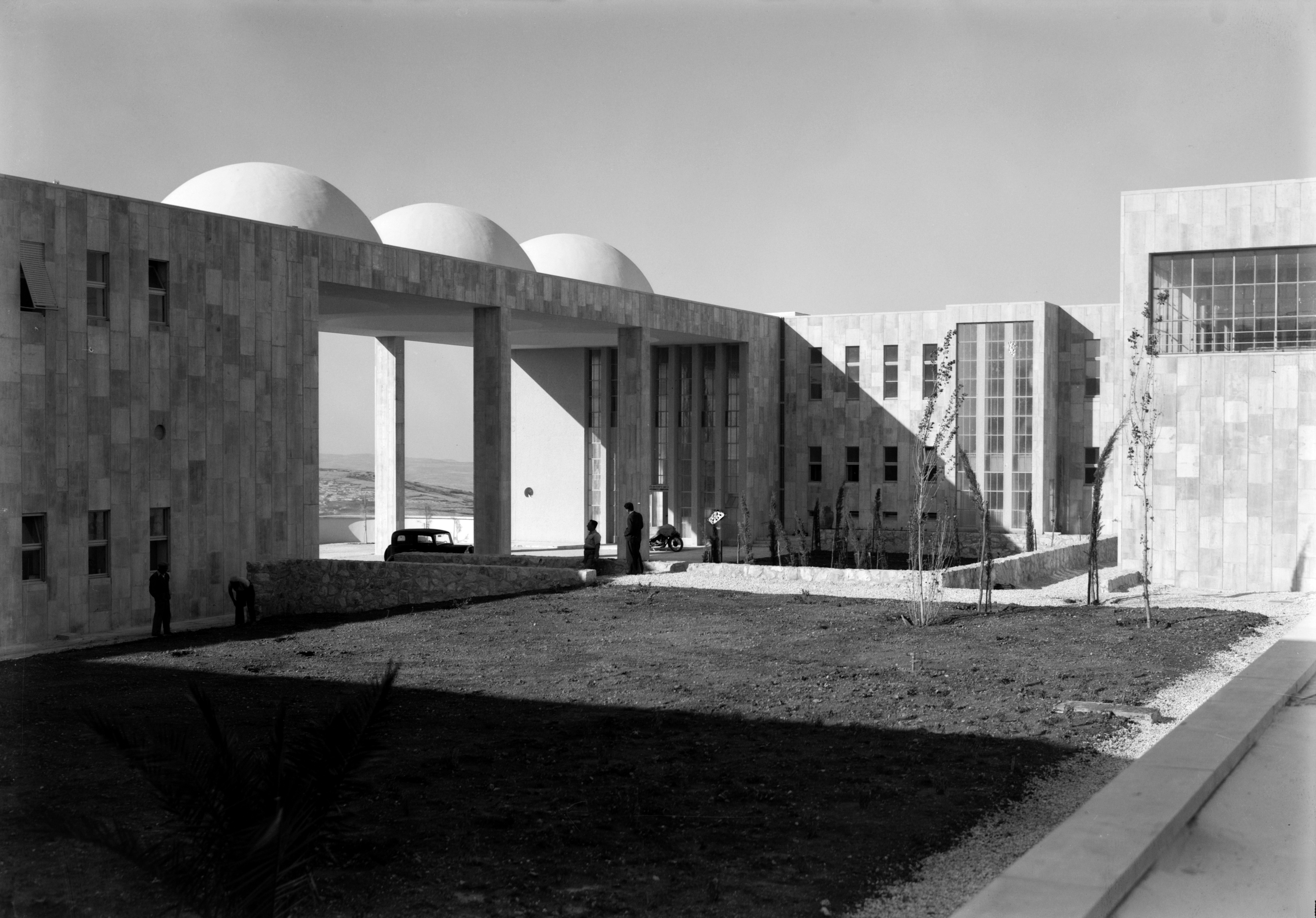
Centre médical Hadassah sur le mont Scopus en 1934.
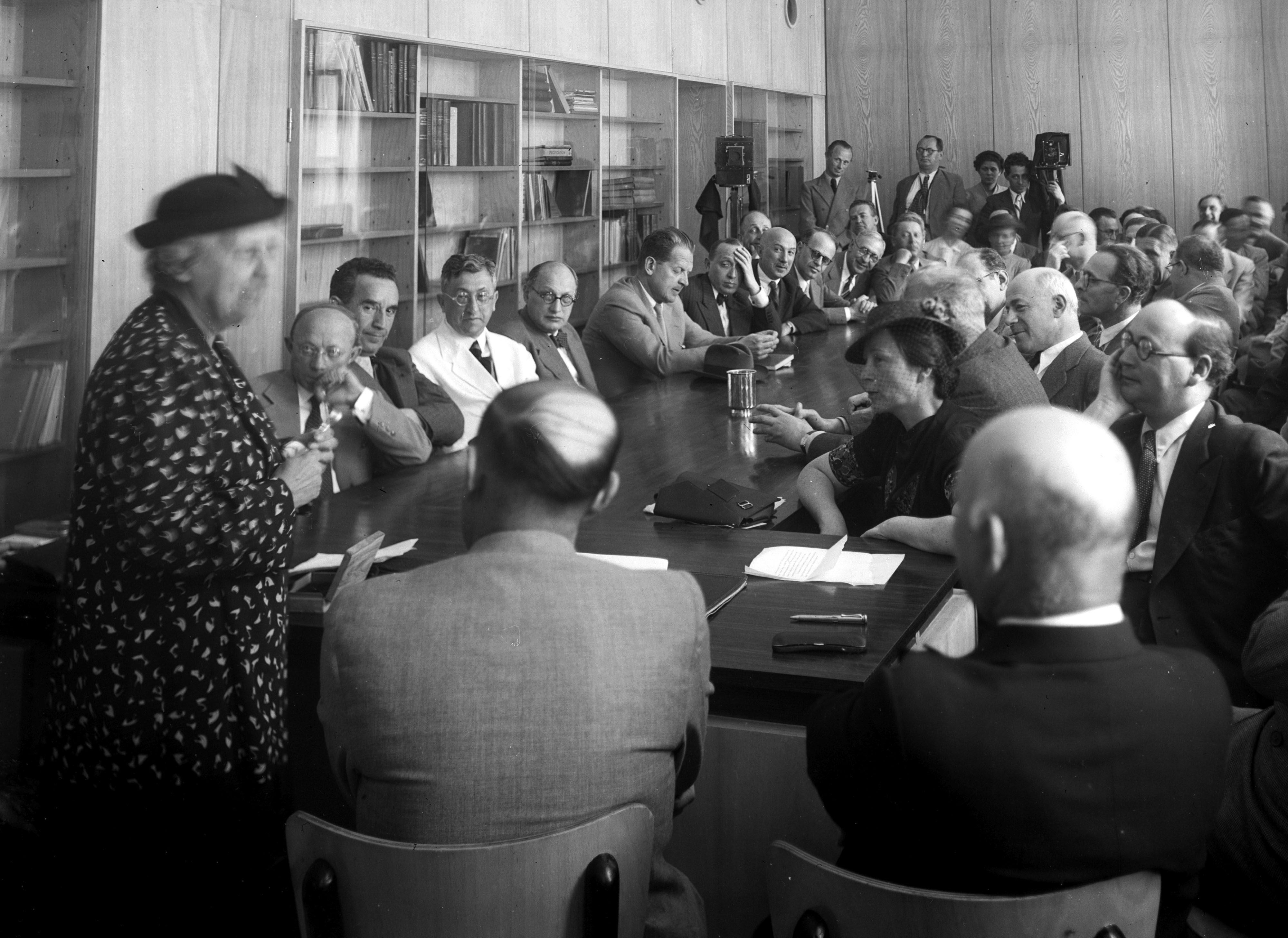
Henrietta Szold s'exprimant en public dans la bibliothèque du centre, 1939
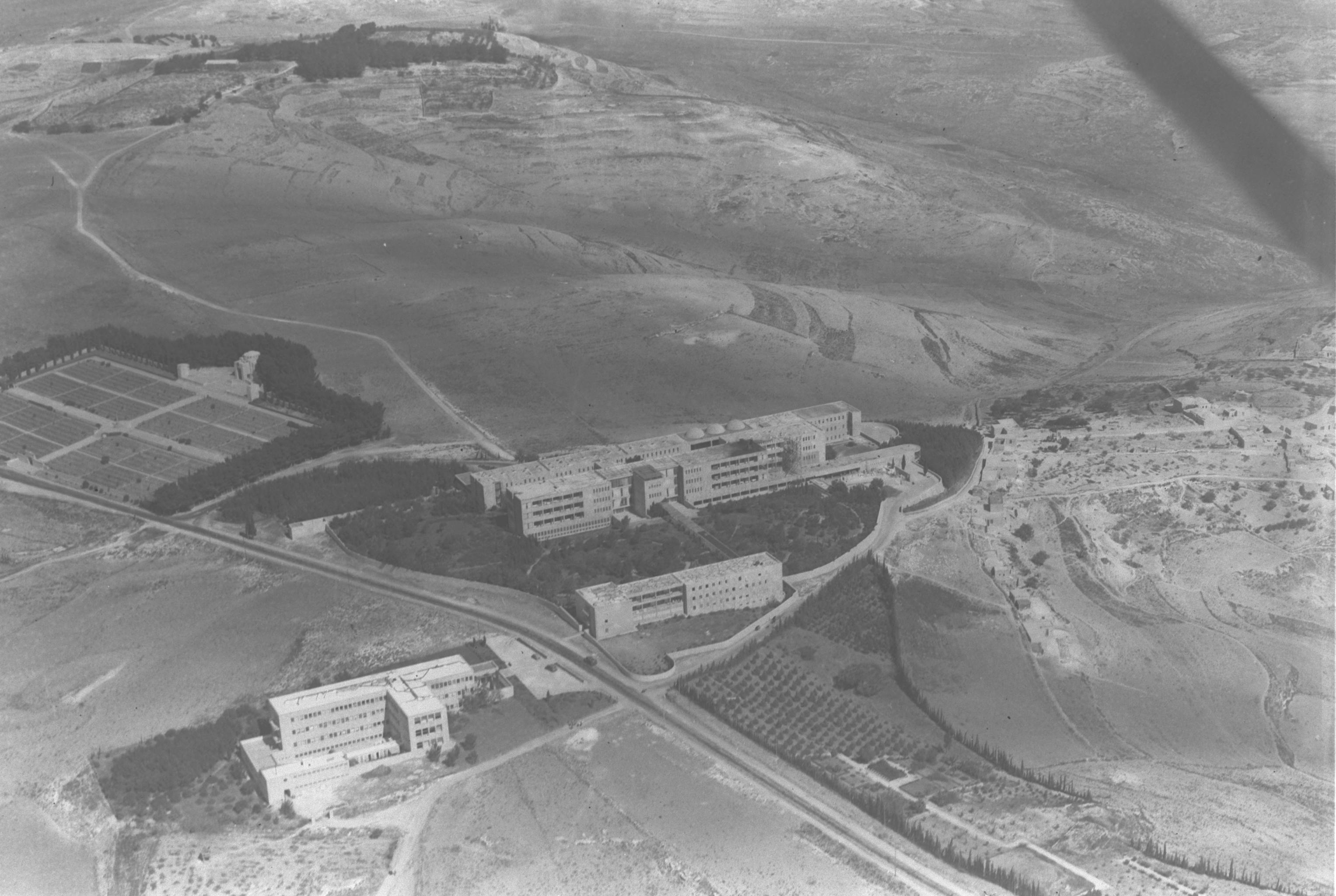
Vue aérienne du centre médical, 1946

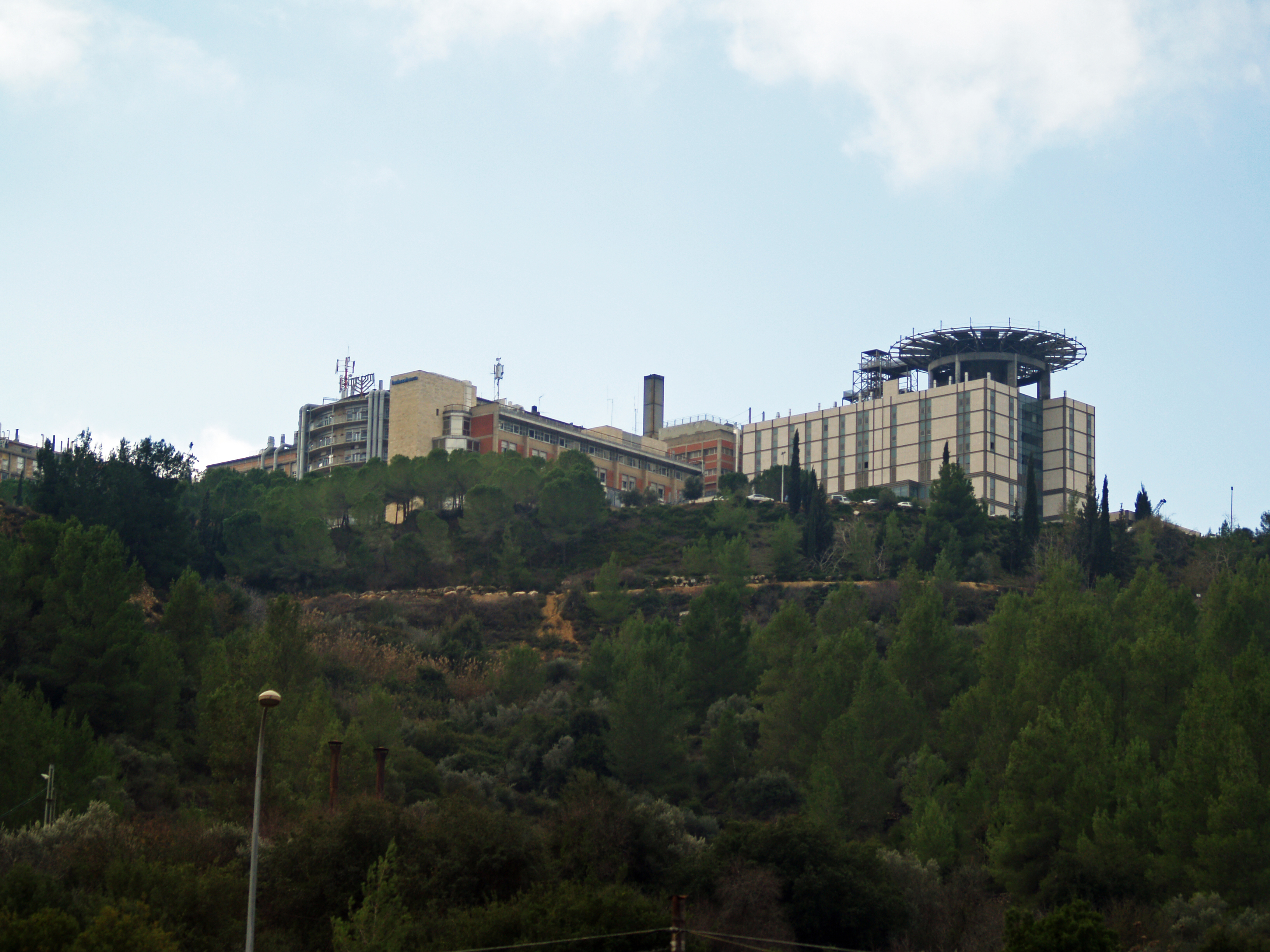
Centre médical Hadassah au-dessus d'Ein Kerem.

Au cours du siège arabe de 1948, l’hôpital et l’université hébraïque qui lui est voisine ont résisté à des attaques répétées. Le 13 avril 1948, il n’y eut aucun survivant lors de l’attaque perpétrée par des populations arabes locales contre un convoi de ravitaillement comprenant 79 personnes dont des médecins, infirmières et patients qui se rendaient à l’hôpital.

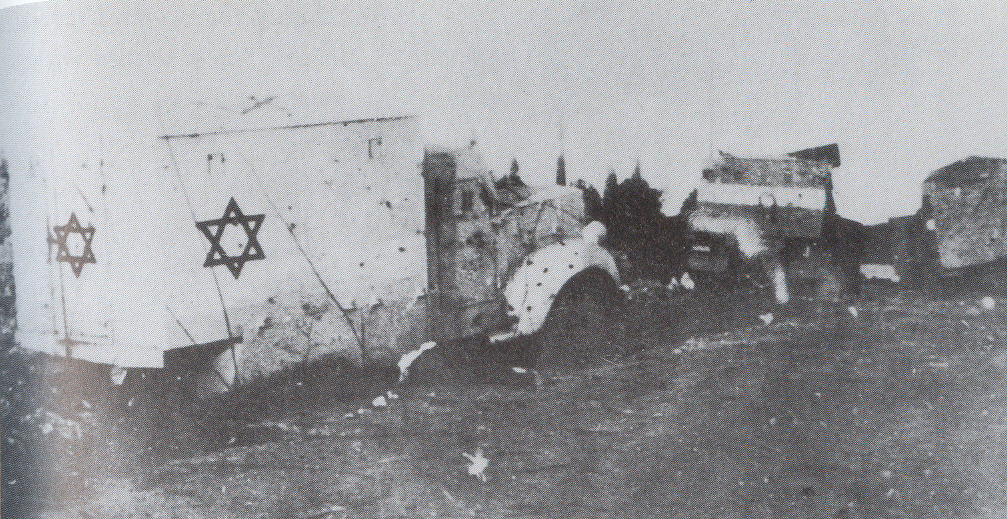
Après l'attaque du convoi médical, 13 avril 1948

Le cessez-le-feu puis les accords d’armistice israélo-arabes de 1949 ont maintenu une enclave israélienne autour de Hadassah et de l’université hébraïque de Jérusalem, alors que la Cisjordanie et Jérusalem-Est sont passés sous contrôle jordanien jusqu’en 1967. Un nouvel hôpital Hadassah Ein Karem a alors été construit à Ein Kerem, à l’ouest de la ville de Jérusalem par la même organisation et a ouvert en 1961. L’ancien hôpital n’a rouvert qu’après rénovation en 1978, longtemps après la guerre des Six Jours.
Le centre médical Hadassah devient une référence. Les premières transplantations cardiaques sont tentées fin des années 1960 en Israël mais leur échec et la remise en question de la moralité de l'opération parmi la population stoppent le programme. L'équipe du professeur Joseph Borman du Centre Hadassah réalise la première transplantation cardiaque moderne en 1987,. La même équipe réalise la première transplantation de poumons en 1992.

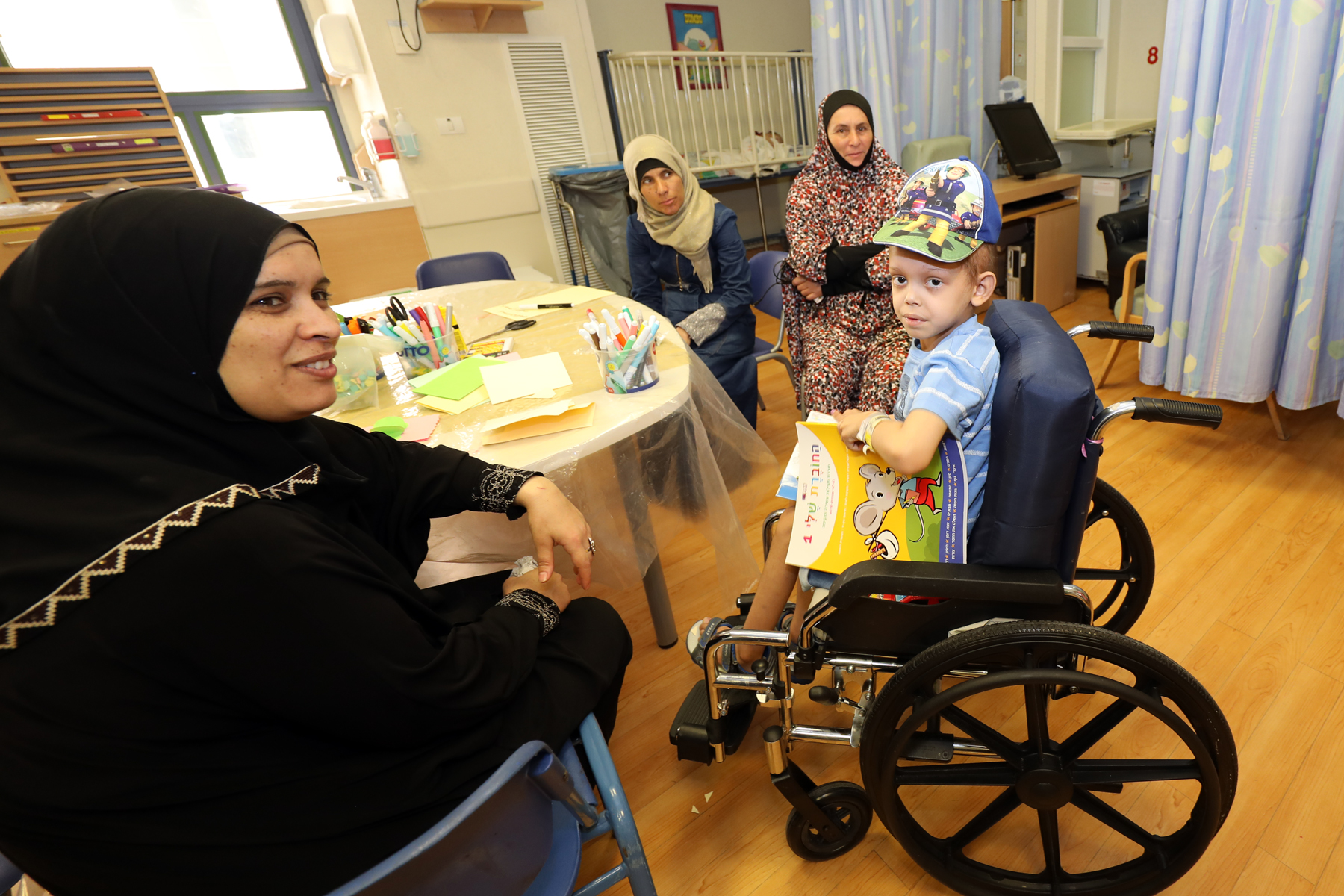
Visite au centre Hadassah, 2016

De septembre 2005 à juin 2009, 167 enfants palestiniens atteints de cardiopathies congénitales sont opérés gratuitement dans le service de cardiologie pédiatrique de l’hôpital grâce à une initiative du professeur Jean-Jacques Rein, chef de ce service, avec le concours de l'association humanitaire française Un cœur pour la paix qui a permis de faire opérer 167 enfants palestiniens atteints de cardiopathies congénitales dont près de la moitié originaires de la bande de Gaza,.
Du 4 janvier au 28 mai 2006, l’hôpital et l’équipe médicale connaissent autour d’eux une intense activité médiatique en raison de l’hospitalisation en urgence puis du coma du Premier ministre israélien Ariel Sharon.
Le 25 avril 2013, un Arabe israélien, le docteur Aziz Darawshe devient le chef du département de médecine d'urgence de l’hôpital.

Le 5 mai 2013, une délégation palestinienne conduite par le ministre palestinien de la santé, le docteur Hani Abdeen, rend visite aux Palestiniens qui sont hospitalisés à Hadassah où travaillent une soixantaine de médecins palestiniens.

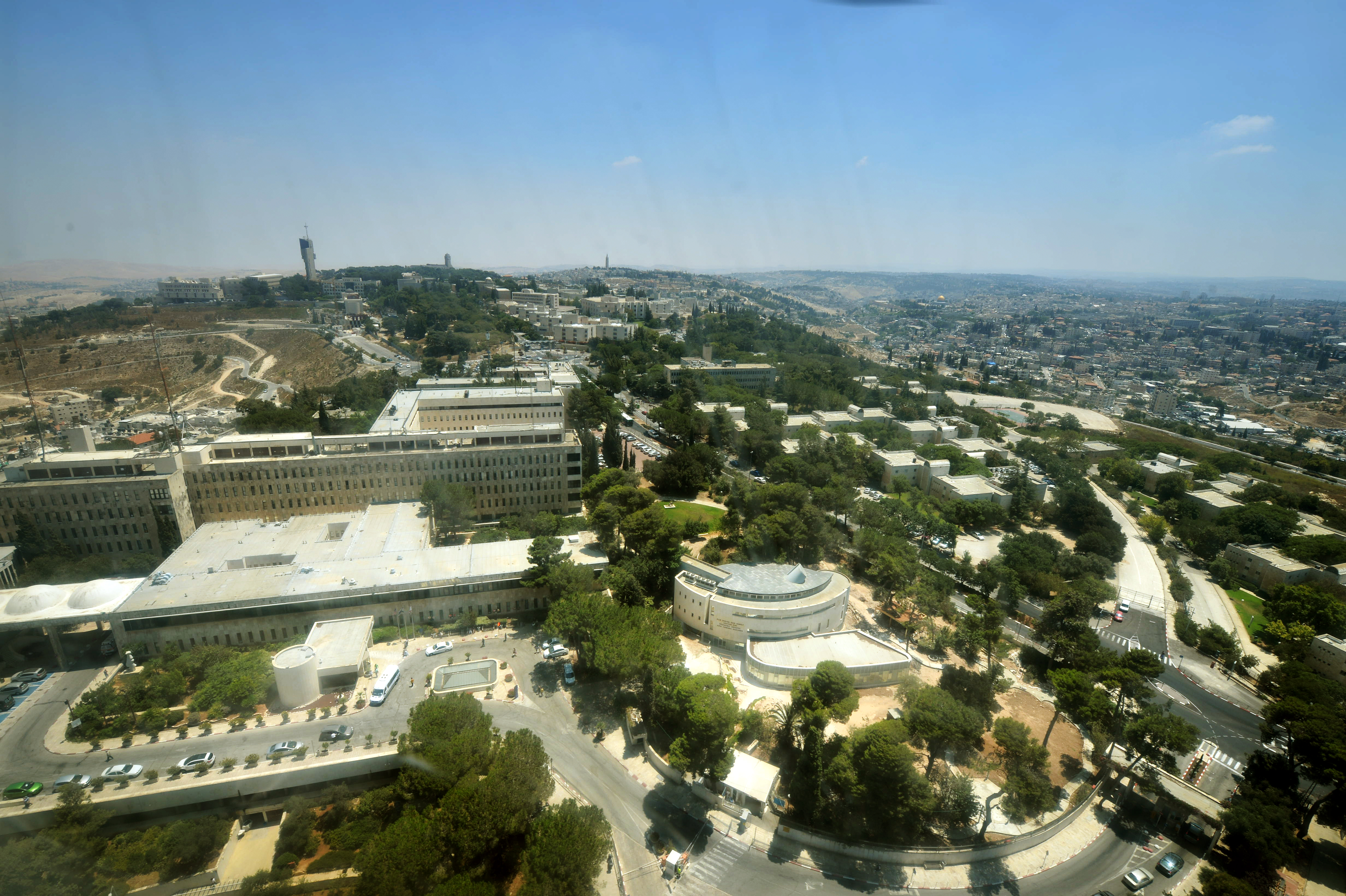
Vue aérienne, 2013
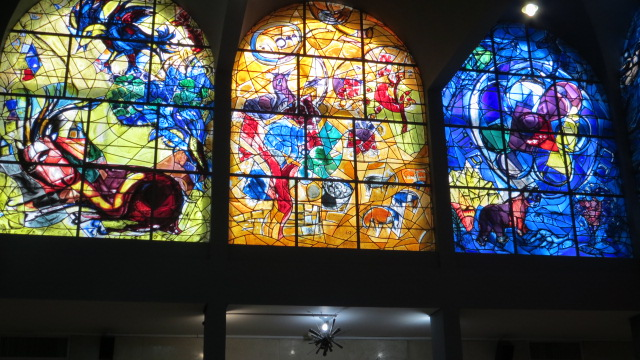
Vitraux de Chagall éclairant le centre médical
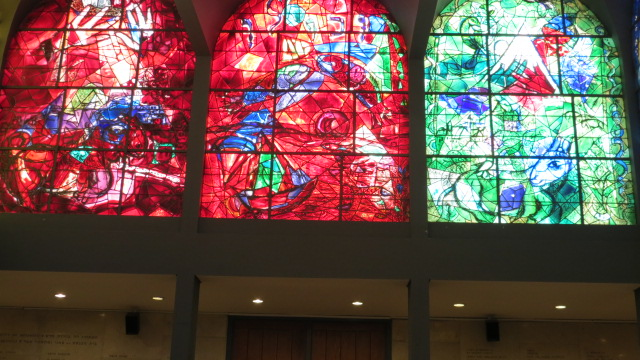
Vitraux de Chagall
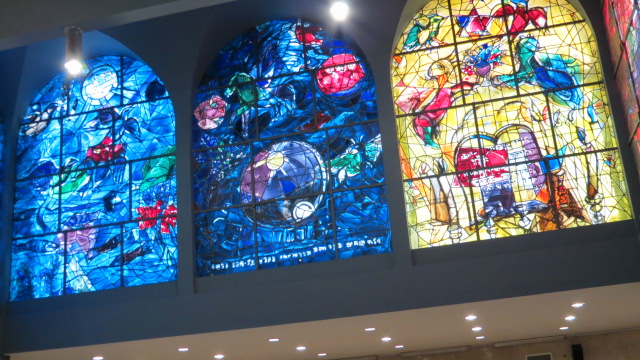
Vitraux de Chagall
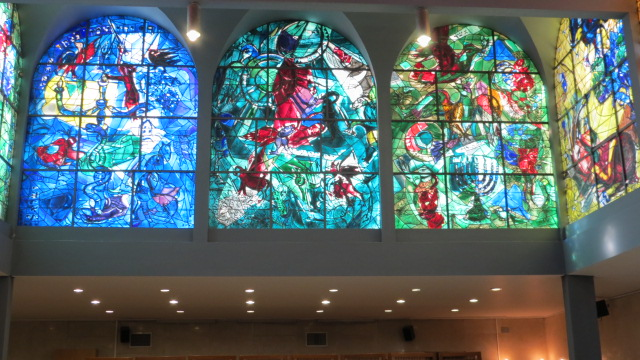